# Eschenz
Eschenz – miejscowość i gmina (Politische Gemeinde) w północno-wschodniej Szwajcarii, w kantonie Turgowia, w okręgu (Bezirk) Frauenfeld. Leży nad jeziorem Untersee. Do gminy należy również wyspa Werd.

## Demografia
W Eschenz mieszka 1 890 osób. W 2021 roku 19,8% populacji gminy stanowiły osoby urodzone poza Szwajcarią. 

## Transport
Przez teren gminy przebiega droga główna nr 13.